# Liste der Kulturdenkmäler in Neuhütten (Hochwald)
In der Liste der Kulturdenkmäler in Neuhütten sind alle Kulturdenkmäler in den Ortsteilen Schmelz und Muhl der rheinland-pfälzischen Ortsgemeinde Neuhütten aufgeführt. In den Ortsteilen Neuhütten und Zinsershütten sind keine Kulturdenkmäler ausgewiesen. Grundlage ist die Denkmalliste des Landes Rheinland-Pfalz (Stand: 8. Februar 2023).

## Einzeldenkmäler
| Bezeichnung       | Lage                                           | Baujahr | Beschreibung                                                                  | Bild            |
| ----------------- | ---------------------------------------------- | ------- | ----------------------------------------------------------------------------- | --------------- |
| Jagdhaus Fuchsbau | Muhl, westlich des Ortes auf dem Sandkopf Lage | 1899    | eingeschossiger Fachwerkbau, 1899                                             | BW              |
| Schmelzer Kreuz   | Schmelz, Dollbergstraße, vor Nr. 1 Lage        | 1929    | Fronleichnamskreuz und Gefallenenehrung; Holzkreuz, gusseiserner Korpus, 1929 | Fotos hochladen |